# Jacaboa
Jacaboa es un barrio ubicado en el municipio de Patillas en el estado libre asociado de Puerto Rico. En el Censo de 2010 tenía una población de 1278 habitantes y una densidad poblacional de 110,27 personas por km².

## Geografía
Jacaboa se encuentra ubicado en las coordenadas 17°58′56″N 65°57′49″O / 17.98222, -65.96361. Según la Oficina del Censo de los Estados Unidos, Jacaboa tiene una superficie total de 11.59 km², de la cual 9.04 km² corresponden a tierra firme y (21.99%) 2.55 km² es agua.

## Demografía
Según el censo de 2010, había 1278 personas residiendo en Jacaboa. La densidad de población era de 110,27 hab./km². De los 1278 habitantes, Jacaboa estaba compuesto por el 55.79% blancos, el 22.14% eran afroamericanos, el 1.17% eran amerindios, el 12.75% eran de otras razas y el 8.14% pertenecían a dos o más razas. Del total de la población el 99.45% eran hispanos o latinos de cualquier raza.